# Himantolophus groenlandicus
Himantolophus groenlandicus es un pez abisal que pertenece a la familia Himantolophidae. Habita en todos los océanos, pero se encuentra principalmente en las regiones frías y templadas.
Las hembras miden aproximadamente 61 centímetros (24 pulgadas) de largo, y pesan 11 kilogramos (24 libras). Los machos son mucho más pequeños, solo 4 centímetros (1,6 pulgadas). Poseen una especie de caña de pescar, con un señuelo que produce luz, esto lo utilizan para atraer a los peces más pequeños en el abismo.

### Lectura recomendada
- ASIH, American Society of Ichthyologists and Herpetologists0 Ontogeny and systematics of fishes. Based on an international symposium dedicated to the memory of Elbert Halvor Ahlstrom, 15-18 August 1983, La Jolla, California. Spec. Publ. Am. Soc. Ichthyol. Herpetol. 1:ix, 760 p. (Ref. 63).
- Andriyashev, A.P. and N.V. Chernova0 Annotated list of fishlike vertebrates and fish of the arctic seas and adjacent waters. J. Ichthyol. 35(1):81-123. (Ref. 43202).
- Bertelsen, E. and G. Krefft0 The ceratioid family Himantolophidae (Pisces, Lophiiformes). Steenstrupia, Vol. 14(2), pp. 9-89. (Ref. 53724).
- Bertelsen, E.0 Himantolophidae. p. 1378-1380. In P.J.P. Whitehead, M.-L. Bauchot, J.-C. Hureau, J. Nielsen and E. Tortonese (eds.) Fishes of the North-eastern Atlantic and the Mediterranean. volume 3. UNESCO, Paris. (Ref. 7406).
- Uyeno, T., K. Matsuura and E. Fujii (eds.)0 Fishes trawled off Suriname and French Guiana. Japan Marine Fishery Resource Research Center, Tokio, Japón. 519 p. (Ref. 13608).